# Храм Святого Йосафата (Конотопи)
Храм Святого священомученика Йосафата — греко-католицький храм в селі Конотопи.

## Історія
Над входом до дерев'яного храму, який стояв тут раніше була висічена дата будівництва — 1588 рік. Це, ймовірно, була дата будівництва церкви яка стояла тут раніше. Натомість церква яка простояла в Конотопах до 1964 була збудована у 1730 році. У 1781 році церква дістала привілей від власника села Юзефа Міра. Ґрунтовно поновлена 1865 року. Це була будівля латинізованого типу, безверха, тридільна. Складалася з трьох прямокутних зрубів — нави, вужчого вівтаря і ще вужчого бабинця. При вівтарі від півночі містилися велика прямокутна двоярусна захристія. Двосхилий причілковий дах нави вінчала восьмибічна сигнатурка з маківкою, зсунена до вівтаря. Вівтар покривав двосхилий дах з трохи нижчим, ніж у даху нави, гребенем. Такий дах покривав і низький бабинець. Оперізувало будівлю піддашшя, оперте на профільовані випусти вінців зрубів і приставлені кронштейни. Стіни, вертикально шальовані дошками й лнінтвами, вінчав потужний профільований гзимс.
Проте з приходом радянської влади церква перетворилася на склад мінеральних добрив. У 1962 р. храм зруйнували тракторами. Згодом храм остаточно зрівняли із землею залишивши лише одну дзвіницю. У 1990 році громада села вирішила будувати церкву на тому ж місці. 12 березня 1991 року сесія Опільської сільської Ради ухвалила рішення про виділення 0,25 га землі під будівництво церкви. Влітку почалося будівництво. Із Сокаля прибув отець Іван Пиріг, який освятив місце під будівництво. 25 листопада в день святого священомученика Йосафата 1992 року відбулася перша святкова літургія. Роботи тривали ще цілий рік, і 25 листопада 1993 року церква стала постійно діючою, а парафію обслуговував отець Іван Пиріг. З листопада 1994 року його замінив отець Орест Рубель. Він запросив групу художників зі Львова для настінного розпису у складі Ореста Хоркавого, Миколи Гавриліва та інших. Іконостас та престіл виготовив Степан Назар, а кивот і тетрапод — Степан Кравчук. У 2006 році був проведений зовнішній ремонт церкви та заміна вхідних дверей. У 2017 році на основі попереднього було виготовлено новий іконостас.

## Настоятелі Храму
(1828) — 1855 о. Корчак Коритинський
1856 завідував о. Констянтин Пелехович
1857—1880 о. Адальберт Грицикевич
1881—1891 о. Констянтин Грушкевич
1892 завідував о. Йосиф Сас Билинський
1893—1902 о. Станіслав Алексевич
1903 завідував о. Ілярій Паньковський
1904—1908 о. Володимир Левицький
1909 завідував о. Анатолій Козак
1909 — 9/03 1911 о. Йосиф Чехович
1/10 1911 — 1/02 1920 о. Іван Бирка
15/02 1920—1946 о. Кипріян Стецишин
1946—1947 ???
1947—1951 українців виселено
1951—1990 парафія належить до РПЦ м. Сокаль
1990—1993 ???
1993 — дотепер   о. Орест Рубель

## Священники, які вийшли з парафії
О.Іван Шурак
О.- Грондзаль
О.Йосиф Кравчук р.1879 свящ.1904 п.1947(Львів)
О.Володимир Марущак р.1888 свящ.1913 п.1954(Мордовія)
О.Андрій Рубель р.199 свящ.2023